# Themara ampla
Themara ampla är en tvåvingeart som beskrevs av Walker 1856. Themara ampla ingår i släktet Themara och familjen borrflugor. Inga underarter finns listade i Catalogue of Life.